# لجين عمران
لجين عمران (26 أكتوبر 1977 -)، إعلامية سعودية، عملت مقدمةَ برامج في عدة محطات، وذاع صيتُها منذ تقديمها لبرنامج صباح الخير يا عرب. وهي أخت الفنانة أسيل عمران.

## عن حياتها
ولدت في مدينة الجبيل شرق السعودية شقيقتها الصغرى هي الممثلة والمغنية أسيل. تزوجت بسن صغيرة من والد ابناءها سمير وجيلان ولكنها انفصلت بعد أنجابهم، بدأت مشوارها المهني عام 1999 بالعمل في المجال المصرفي في الرياض كمنسقة عمليات في قسم الحوالات في «البنك السعودي الهولندي» ثم انتقلت عام 2002 إلى البحرين لمواصلة العمل المصرفي في «سيتي بنك» في قسم الفيزا لتحصيل الديون، ومن بعدها في «فتون إديو تينمنت» كمديرة عمليات حتى عام 2004، ثم انتقلت للمجال الإعلامي من خلال العمل كمذيعة في تلفزيون البحرين.

### مسيرتها
عملت في تلفزيون البحرين حيث قدمت عام 2004 برنامج «الحال مع لجين»، بعد ذلك شاركت في تقديم برنامج «يا هلا» على قناة روتانا خليجية، شكل انتقالها لتقديم برنامج «صباح الخير يا عرب» على إم‌ بي‌ سي 1 نقلة نوعية في طبيعة البرامج التي قدمتها، قدمت أمسيات شعرية في مهرجانات عدة كمهرجان الدوحة الثقافي عام 2005، ومهرجان هجن الرئاسة في أبوظبي، حيث كرمت في كلا المهرجانين، مارست مهنة الصحافة الورقية من خلال صفحة ثابتة مثيرة للجدل في إحدى المطبوعات السعودية، اختيرت من قبل «دار الصدى الإماراتية» كأكثر شخصية مؤثرة في الشباب لعام 2009، وكأفضل مذيعة لعام 2009 في مجلة زهرة الخليج.

## من البرامج التي قدمتها
- الحال مع لجين .
- يا هلا .
- حول الخليج .
- عالم حواء .
- برنامج اتجاهات العربية
- صباح الخير يا عرب.
- مسايا لجين .

## أعمال أخرى
- شاركت بالتمثيل خلال فيديو كليب «يغيب ويشكي ظروفه» التي غنت فيه شقيقتها أسيل عام 2008.
- ظهرت بدور مذيعة في عام 2016 مسلسل ساق البامبو من بطولة الفنانة سعاد عبد الله.

## وصلات خارجية
- لجين عمران على موقع IMDb (الإنجليزية)
- لجين عمران على موقع قاعدة بيانات الأفلام العربية